# Moon River
«Moon River»  (en español, "Río de la Luna") es una composición de Johnny Mercer (letra) y Henry Mancini (música) de 1961, y que resultó ganadora del Óscar a la mejor canción original de aquel año. Fue compuesta expresamente por Henry Mancini  para Audrey Hepburn para su papel en la película Desayuno con diamantes, ganando en 1962 el Premio Grammy por grabación del año. Interpretada por Pat Boone, fue N° 1 en el Billboard Hot 100 en 1961.

## Versiones
Otros artistas que han grabado versiones de la canción son [Eric Clapton & Jeff Beck lanzando un Disco 7" el 12-5-23],Jacob Collier, Art Blakey & The Jazz Messengers (instrumental), Aretha Franklin, Carla Bruni, Aimer, Andy Williams, Jerry Butler, Ann Margret, Lena Horne, Nico Fidenco, Bobby Solo, Paul Anka, Louis Armstrong, Mary Black, Sarah Brightman, Morrissey, Perry Como, Ben E. King, Ray Conniff, Bobby Darin, Dr. John, Billy Eckstine, Connie Francis, Bill Frisell (instrumental), Judy Garland, Duane Eddy (instrumental), Karel Gott, Grant Green (instrumental), Bradley Joseph (instrumental), Ferrante & Teicher (Instrumental), Trini Lopez, Lisa Ono, Joey McIntyre, Johnny Mathis, Brad Mehldau, Willie Nelson, Eddi Reader, Jim Reeves, John Barrowman, R.E.M., Katie Melua, Eartha Kitt, Shirley Bassey, Frank Sinatra, Rod Stewart, Barbra Streisand, Sarah Vaughan, Westlife, Danny Williams,
Tata Young, Tommy Emmanuel, Chiara Civello, Oscar Peterson, The Jubilees, Hirai Ken, Clay Aiken,Presuntos Implicados, Ligia Piro,Mariano Mores, Eric Clapton, Alberto Vázquez, Melissa Benoist dentro del episodio musical de la tercera temporada en The Flash (serie de televisión de 2014), Amaia Montero con su versión en catalán "Riu de Lluna" y Frank Ocean. Se grabó una versión remix para el videojuego Bayonetta 2 interpretada por Keeley Bumford.
El propio Mercer grabó la canción en 1974 para su álbum My Huckleberry Friend.